# Kastanientinamu
Der Kastanientinamu (Crypturellus obsoletus) ist eine in weiten Teilen Südamerikas recht häufige Art der Steißhühner.

## Merkmale
Kastanientinamus werden 25 bis 30 cm lang, weibliche Vögel 395 bis 540, Männchen zwischen 350 und 480 g schwer. Das Gefieder ist überwiegend dunkelbraun, die Unterseite heller nussfarben und oberhalb der Beine dunkel gebändert. Kopf und Nacken sind graubraun, die Kehle grau. Die Iris ist orangefarben, die Beine sind grünlich. Jungvögel ähneln den Altvögeln, haben aber auf dem Rücken und teilweise auch auf den Flügeln schwarze Punkte. Weibchen sind oft heller.

## Verbreitung
Das Verbreitungsgebiet reicht im Südosten Brasiliens von Bahia bis Rio Grande do Sul, umfasst den Osten Paraguays und Argentiniens sowie Teile Venezuelas, Ecuadors, Perus und Boliviens. Bevorzugter Lebensraum sind Waldränder und Waldlichtungen. Kastanientinamus leben in tiefen bis mittleren Lagen, in den Anden bis in Höhen von 2200 Metern, im Südosten Perus und in Bolivien ausnahmsweise auch bis in Höhen von 2900 Metern.
Kastanientinamus gehören in manchen Regionen zu den häufigsten Steißhühnern. So sind sie im Südosten Brasiliens überaus häufig geworden und haben wahrscheinlich vom Bestandsrückgang anderer Steißhuhn-Arten, vor allem des Grausteißtinamus (Tinamus solitarius) profitiert. Hingegen ist der Kastanientinamu in Kolumbien ausgerottet worden.

## Unterarten
Es wurden neun Unterarten beschrieben, die sich in Größe und Färbung unterscheiden lassen. Bei der oberseits reinschwarzen C. obsoletus traylori könnte es sich auch um eine eigene Art handeln.
- C. obsoletus obsoletus (Temminck, 1815)[2], die Nominatform, Südostbrasilien, Osten Paraguays, Nordostargentinien.
- C. obsoletus castaneus (Sclater, PL, 1858)[3], östliches und zentrales Kolumbien und östliches Ecuador, Norden Perus.
- C. obsoletus ochraceiventris (Stolzmann, 1926)[4], Zentralperu.
- C. obsoletus traylori Blake, 1961[5], Südosten Perus.
- C. obsoletus punensis (Chubb, C, 1918)[6], Südosten Perus, Norden Boliviens.
- C. obsoletus cerviniventris  (Sclater,PL & Salvin, 1873)[7], Norden Venezuelas.
- C. obsoletus knoxi Phelps, WH Jr, 1976[8], Nordwesten Venezuelas.
- C. obsoletus griseiventris (Salvadori, 1895)[9], Norden und Mitte Brasiliens.
- C. obsoletus hypochraceus (Miranda-Ribeiro, 1938)[10], Südwestbrasilien.

## Etymologie und Forschungsgeschichte
Die Erstbeschreibung des Kastanientinamus erfolgte 1855 durch Coenraad Jacob Temminck unter dem wissenschaftlichen Namen Tinamus obsoletus. Als Verbreitungsgebiet nannte Brasilien. Außerdem bezog er sich auf Félix de Azaras Ynambú del azulado. 1914 führten Wyndham Wentworth Knatchbull-Hugessen 3. Baron Brabourne und Charles Chubb die für die Wissenschaft neue Gattung Crypturellus ein. Dieser Begriff ist der Diminutiv von Crypturus Illiger, 1811 für Tinamu und leitet sich aus κρυπτος kryptos für versteckt und ουρα oura für Schwanz ab. Der Artname »obsoletus« bedeutet lateinisch obsoletus, obsolescere ‚einfach, verschlissen, abgetragen‘. Knoxi ist William Graham Knox, Jr. (1918–2009) gewidmet, traylori Melvin Alvah Traylor, Jr. (1915–2008). Punensis bezieht sich auf die  Region Puno, da Perry Oveitt Simons (1869–1901) den Balg dort gesammelt hatte. Castaneus hat seinen Ursprung in καστανον kastanon bzw. lateinisch castaneus, castanea ‚kastanienfarben‘. Schließlich sind ochraceiventris Wortgebilde aus lateinisch ochraceus, ochra ‚ockerfarben, ocker‘ und lateinisch venter, ventris ‚Bauch‘, cerviniventris aus lateinisch cervinus, cervus ‚hischfarben‘ und lateinisch venter, ventris ‚Bauch‘, griseiventris aus lateinisch griseum ‚grau‘ und lateinisch venter, ventris ‚Bauch‘ und hypochraceus aus ὑπο hypo für unten und ωχρα ōkhra für ockerfarben. Alfred Laubmann nannte in seinem Werk Die Vögel von Paraguay Crypturellus obsoletus coerulescens (Vieillot, 1819) als Unterart für Paraguay. Vieillot bezog sich ebenso wie Temminck auf Azara. Crypturellus obsoletus laubmanni Neumann, 1933 sah er als zweifelhafte Unterart an bzw. verwies auf weitere erforderliche Analysen. Heute gelten sowohl Vieillots als auch Neumanns Name als Synonym zur Nominatform.

## Lebensweise
Kastanientinamus ernähren sich vor allem von Samen von Lorbeergewächsen, Wolfsmilchgewächsen und Rautengewächsen. Sie folgen den Zügen der Wanderameisen, um die Insekten zu fangen, die versuchen, den Wanderameisen zu entkommen. Auf dem Waldboden drehen sie Laub, um die darunter verborgenen Insekten zu fangen.
Sie brüten im Südosten Brasiliens von September bis November, im Südosten Perus im Oktober. Das Nest wird an der Basis von Bäumen gebaut. Die vier bis fünf Eier sind dunkelrosa, dunkelrot oder schokoladenfarben, je nach Unterart. Sie werden etwa 19 Tage lang bebrütet. Die Küken haben eine dunkle Kopfoberseite.